# Politechniky Kijów
Politechniky Kijów (ukr. «Політехніки» Київ) – ukraiński klub piłkarski z siedzibą w stolicy kraju, mieście Kijów, działający w latach 1903–1918.

## Historia
Chronologia nazw:
- 1903: Koło sportowo-gimnastyczne przy Instytucie Politechnicznym w Kijowie (ukr. Спортивно-гімнастичний гурток при Політехнічному інституті Київ, ros. Спортивно-гимнастический кружок при Политехническом институте Киев)
- 1912: Politechniky Kijów (ukr. «Політехніки» Київ, ros. «Политехники» Киев)
- 1918: klub rozwiązano

Piłkarska drużyna Koło sportowo-gimnastyczne przy Instytucie Politechnicznym została założona w Kijowie w 1903 roku i reprezentowała Politechnikę Kijowską. Jej inicjatorami i organizatorami byli profesorowie N. Delone, W. Płotnikow i nauczyciel M. Tananajew. 24 września 1911 roku została organizowana Kijowska liga miejska przez 6 klubów: "Koło sportowo-gimnastyczne przy Instytucie Politechnicznym", Miłośników Sportu, Sławija, Sport, Polskie Towarzystwo Gimnastyczne i Feniks. Studenci Politechniki zwyciężyli w turnieju i zostali pierwszymi mistrzami Kijowa. W 1912 roku klub startował w mistrzostwach miasta już pod nazwą Politechniky, ponownie zdobywając tytuł mistrza. Tak jak również Sport i Sławija mieli po 8 punktów, to również otrzymali tytuł mistrza. W 1913 tylko punkt dzielił od mistrza klubu Miłośników Sportu. W 1916 po raz trzeci sięgnął po tytuł mistrzowski.
Przed rozpoczęciem mistrzostw miasta jesienią 1918 klub niespodziewanie został rozwiązany.

## Sukcesy
- mistrz Kijowa (3): 1911, 1912, 1916
- wicemistrz Kijowa (1): 1913